# United States Army Intelligence Center

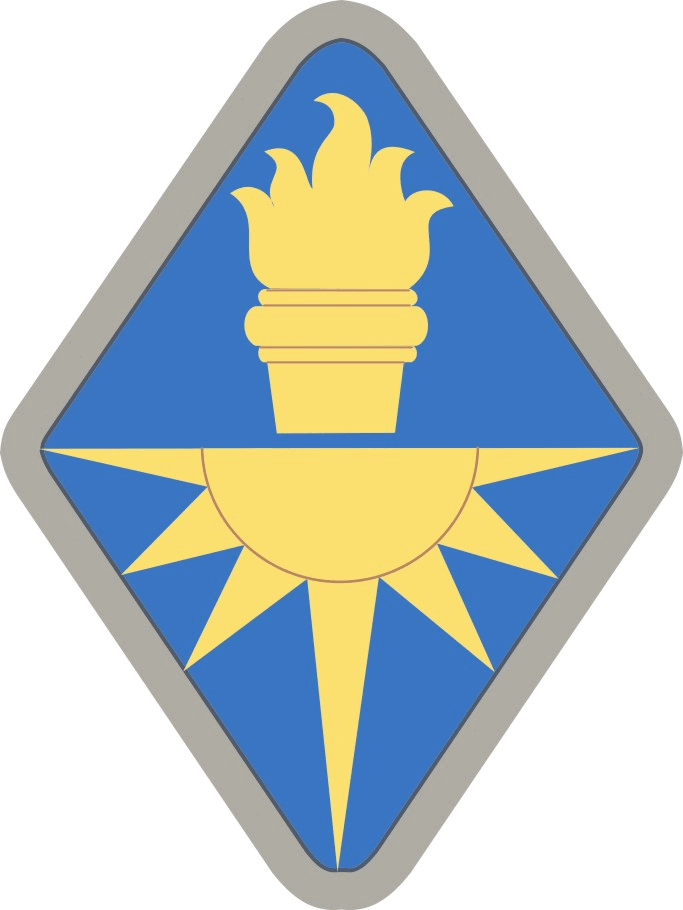
Abzeichen des USAIC

Das United States Army Intelligence Center (USAIC) ist eine Einrichtung der US Army zur Schulung und Unterstützung von Soldaten mit nachrichtendienstlichen Aufgaben.

## Allgemein
Das Zentrum wurde 1971 gegründet und befindet sich im Fort Huachuca im US-Bundesstaat Arizona, welches in einem Wüstengebiet in der angrenzenden Southeast Arizona Ranges liegt. Zu den Schulungen werden Soldaten abkommandiert oder als Studenten in der angeschlossenen University Of Military Intelligence geführt.
Im Jahre 2004 wurde Major General Barbara G. Fast zum Kommandierenden General der USAIC ernannt. Zu den Einheiten des USAIC gehört das 304. Military Intelligence Battalion. In dieser Einheit, die aus 3 Kompanien besteht,  werden Spezialisten auf dem Gebiet des taktischen und operativen Einsatzes im nachrichtendienstlichen Aufgabengebiet ausgebildet.
Zu den Einrichtungen des USAIC gehört auch eine umfangreiche Bibliothek, die den Umfang der Ausbildung und Schulung abdeckt, aber auch einen hinreichenden Überblick über die Entwicklung und Geschichte dieser Einrichtung aufzeigt.
Im Rahmen der University of Military Intelligence wird das Military Intelligence Professional Bulletin (MIPB) herausgegeben, welches Studien zu den Aufgaben und Operationen des USAIC veröffentlicht, die auch frei zugänglich sind.
Für Personal, das für den unmittelbaren Einsatz vorgesehen ist, gibt es 13-tägige Schulungskurse. Dabei hat jede Schulungsklasse bis zu 18 Teilnehmer. Für den Irak-Krieg wurden im Rahmen des USAIC Soldaten für Verhöre ausgebildet. Dabei stieg die Zahl der Absolventen von 265 im Jahre 2003 auf 1070 im Jahre 2006 an.